# Kuifvleugeltjesbloem
De kuifvleugeltjesbloem (Polygala comosa) is een vaste plant die behoort tot de vleugeltjesbloemfamilie (Polygalaceae). De soort staat op de Nederlandse Rode lijst van planten als zeer zeldzaam en matig afgenomen. De plant komt voor in kalkgraslanden. In Nederland komt de plant voor in Zuid-Limburg. De naam heeft de plant te danken aan de boven de bloemknoppen uitstekende schutbladen, die zo aan de top van de bloeiwijze een kuif vormen en de twee kelkblaadjes die een vleugel vormen.
De plant wordt 5-30 cm hoog. De 1-2,5 cm lange bladeren zijn eirond-langwerpig.
De kuifvleugeltjesbloem bloeit van mei tot juli met meestal roze bloemen. Het onderste kroonblad heeft bij de top franjeachtige aanhangsels. De schutbladen zijn 2-5 mm lang. De bloeiwijze is een tamelijk dichtbloemige tros en bestaat uit vijf tot twintig bloemen. Twee van de vijf kelkbladen zijn groter, hebben dezelfde kleur als de drie ontwikkelde kroonblaadjes en vormen de vleugels. De zijnerven van de 4-7 mm lange vleugels van de bloem vaak onduidelijk met elkaar verbonden.
Het tweehokkige vruchtbeginsel groeit uit tot een doosvrucht met één zaad per hok met om het doosje heen de niet afvallende vleugels van de kelk, waardoor het door de wind verspreid wordt. Ook worden de doosjes wel door mieren versleept doordat ze een klein mierenbroodje hebben. De zaden zijn behaard.

## Plantengemeenschap
De kuifvleugeltjesbloem is een kensoort voor het verbond van matig droge kalkgraslanden (Mesobromion).

## Namen in andere talen
- Duits: Schopfige Kreuzblume
- Engels: Tufted milkwort
- Frans: Polygale chevelu